# Auttiköngäs

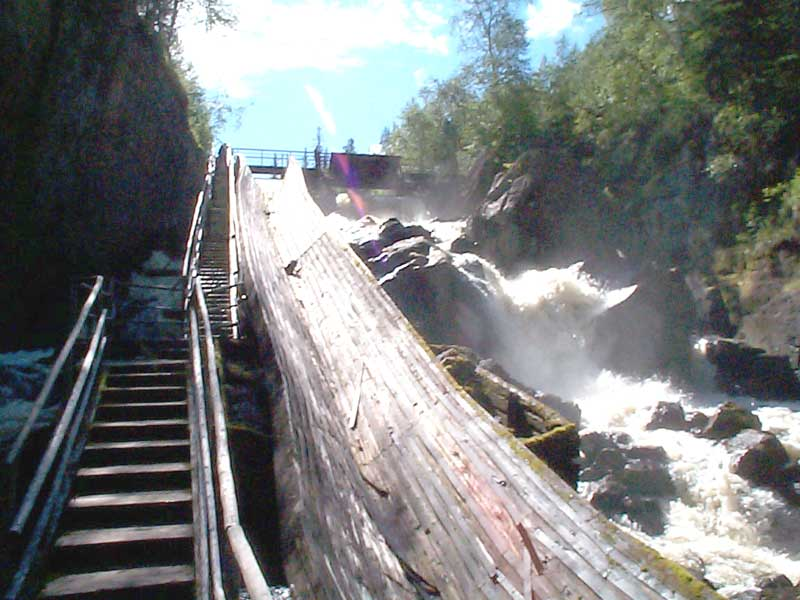
Der Auttiköngäs mit Wasserriese

Der Auttiköngäs [ˈɑu̯tːikœŋːæs] ist ein 16 Meter hoher Wasserfall in Finnisch-Lappland.

## Lage
Er liegt nahe dem Ort Autti 80 Kilometer südöstlich des Stadtzentrums von Rovaniemi im Fluss Auttijoki, einem Zufluss des Kemijoki. Wegen seiner leicht erreichbaren Lage nahe der Straße von Rovaniemi nach Posio ist der Auttiköngäs ein beliebtes Touristenziel.

## Geschichte
Als Ende des 19. Jahrhunderts die Flößerei am Auttijoki aufkam, wurden am Auttiköngäs eine Wasserriese und ein Damm zur Regulierung des Wasserflusses in der Riese gebaut, um Baumstämme den Wasserfall hinabflößen zu können. Obwohl die Flößerei in den 1970er Jahren aufgegeben wurde, wird die Riese als kulturgeschichtliches Denkmal instand gehalten. In der Umgebung des Auttiköngäs befinden sich unberührte Urwälder, die seit 1955 unter Naturschutz stehen.